# Dupnica (jaskinia)
Dupnica (słow. Dúpnica) – jaskinia na Słowacji w Tatrach Zachodnich w Dolinie Suchej Sielnickiej (Suchá dolina).
Jest to najniżej położona jaskinia ze wszystkich w Tatrach – 765 m n.p.m. Znaleziono w niej najstarsze ślady zamieszkania człowieka na obszarze Tatr datowane na początek naszej ery – szczątki ognisk i resztki naczyń glinianych, które należały do kultury puchowskiej. Wiadomo także, że jaskinia była wykorzystywana również w okresach późniejszych m.in. w średniowieczu.
Długość jaskini wynosi 258 m, a różnica poziomów między najniższym i najwyższym punktem 28 m. Największa sala ma wymiary 40 × 35 m i 15 m wysokości. Badania naukowe, prowadzone w ostatnich latach w jaskini, poszukują dowodów teorii, która zakłada, że Dupnica powstała dzięki działaniu ogrzanych wód z głębszego obiegu hydrotermalnego, wydostających się na powierzchnię wzdłuż szczelin dawnego złomu tektonicznego.
Nazwa jaskini pochodzi od starosłowiańskiego słowa oznaczającego jamę, dziurę, otwór (staro-cerkiewno-słowiański dupina, polski dupla, dziupla, bułgarski dupka).